# Sport au Brunei

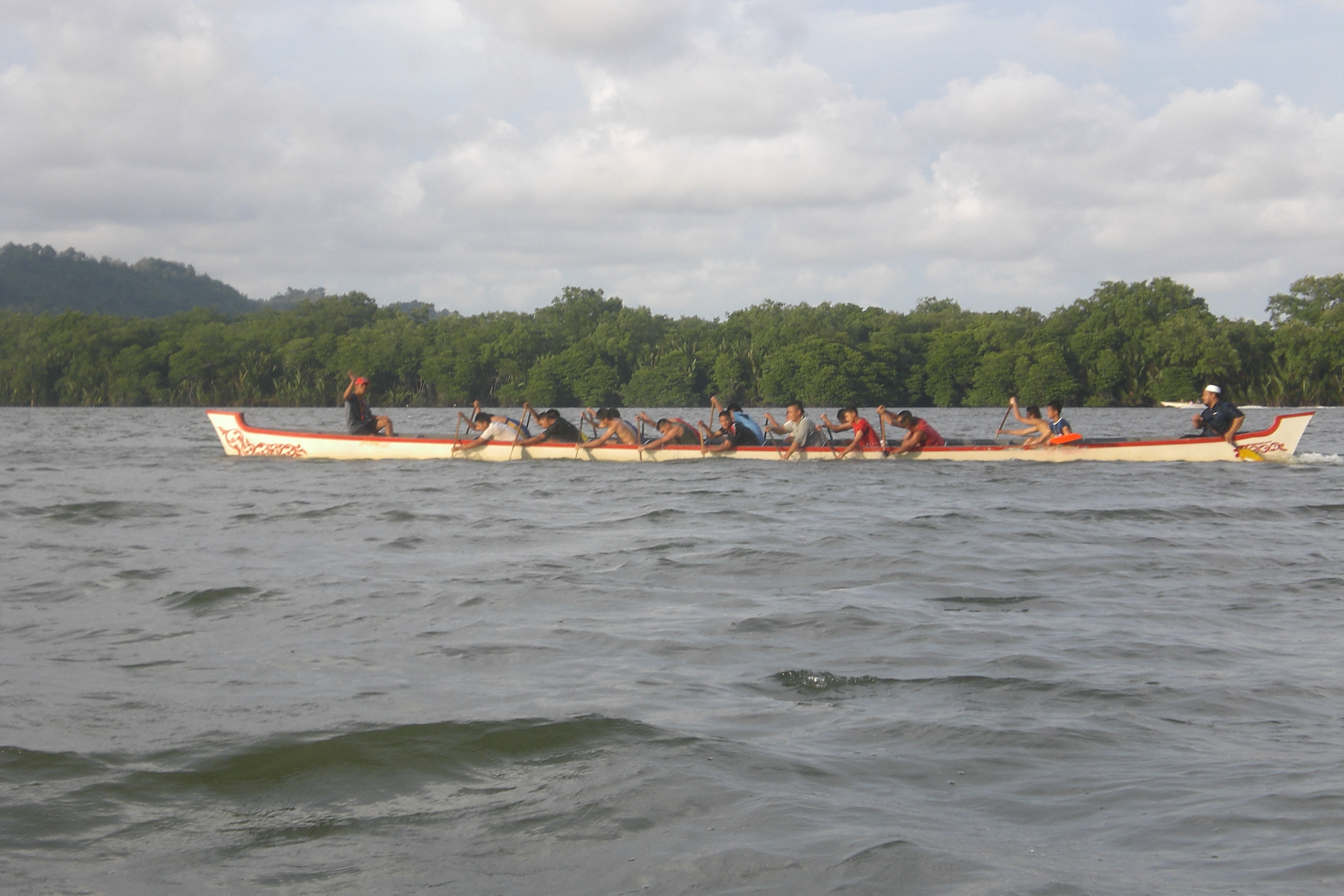

Brunei est un micro-État situé dans le nord de l’île de Bornéo, en Asie du Sud-Est. Les sports pratiqués rejoignent également les activités de ses pays voisin la Malaisie et l’Indonésie. Le pays, ancienne colonie britannique, est membre du Commonwealth comme la Malaisie. En 2020, on compte environ un demi million d'habitants.
Le football est l'un des sports les plus populaires au Brunei. En 2020, quatre clubs sont reconnus pour participer aux compétitions internationales de la confédération asiatique de football : DPMM FC, Indera SC (en), Kasuka FC (en) et Kota Ranger FC (en) ; le premier championnat national est créé en 2002 avec la B-League remplacé depuis 2012 par la Brunei Super League. même si les saisons sont annulées depuis 2019 en raison de la pandémie de Covid-19 au Brunei. Auparavant, le Brunei FA était engagés dans la coupe de Malaisie qu'il a remporté en 1999.
L'équipe nationale masculine de football pointe au bas du classement mondial de la FIFA participant seulement au tour préliminaire de la coupe du monde ou de la coupe d'Asie.
D'autres sports populaires incluent le silat,le badminton, le polo et le sepaktakraw.
En basket-ball, la compétition la plus importante est un tournoi en six rencontres, le Shell Rimula Challenge Trophy, remporté par Suncity Dragons en 2005. Les Brunei Barracudas (en) est une équipe de basket-ball professionnelle fondée en 2009 : elle a participé à la ASEAN Basketball League mais s'est retiré à partir de 2011. La Sultan's Cup est un tournoi sur invitation pour les équipes d'Asie de l'Est qui s'est tenu de 2001 à 2008.
Le pays a organisé les Jeux d'Asie du Sud-Est de 1999 sur son territoire ; lors de la dernière édition des jeux en 2022, le pays n'a pu engagé que 24 sportifs en décrochant qu'un seul titre en wushu .
Le comité olympique de Brunei a été fondé en 1984. Le pays a du attendre les Jeux olympiques d'été de 1996 pour envoyer sa première délégations d'athlète. En 2022, le pays n'a gagné aucune médaille et n'a participé qu'aux épreuves de natation ou d'athlétisme que sur invitation. En 1996 et 2000, le prince Abdul Hakeem Jefri Bolkiah, neveu du sultan Hassanal Bolkiah, s'est présenté aux épreuves de tir sportif en skeet. On peut ajouter la participation en 1996 de Jaspar Yu Woon Chai au tournoi masculin de badminton. Le pays n'a envoyé qu'un seul athlète paralympique en 2012 avec Shari Haji Juma'at au lancer du javelot F54-56.
Le pays participe aussi depuis 1990 aux Jeux du Commonwealth sans avoir pu voir un sportif monter sur un podium après neuf participations.